# Lech Coaster
Lech Coaster in Legendia (Chorzów, Woiwodschaft Schlesien, Polen) ist eine Stahlachterbahn und der Prototyp des Modells Bermuda Blitz des Herstellers Vekoma, die am 1. Juli 2017 eröffnet wurde.
Die 908 m lange Strecke, die sich über eine Fläche von 104 m × 85 m erstreckt, erreicht eine Höhe von 40 m und verfügt über drei Inversionen: einen Reverse Sidewinder und zwei Korkenzieher. Außerdem wurde ein Tunnel verbaut.

## Züge
Lech Coaster besitzt zwei Züge mit jeweils fünf Wagen. In jedem Wagen können vier Personen (zwei Reihen à zwei Personen) Platz nehmen.

## Auszeichnungen
2018 wurden der Park und der Hersteller Vekoma für die Achterbahn mit dem Neuheitenpreis „FKF-Award“ des Freundeskreis Kirmes und Freizeitparks e. V. ausgezeichnet.